# Eiphosoma oyafusoi
Eiphosoma oyafusoi is een insect dat behoort tot de orde vliesvleugeligen (Hymenoptera) en de familie van de gewone sluipwespen (Ichneumonidae). De wetenschappelijke naam van de soort werd voor het eerst geldig gepubliceerd door Onody, Melo, Penteado-Dias & Dias-Filho in 2009.